# Gascones
Gascones è un comune spagnolo di 115 abitanti situato nella comunità autonoma di Madrid.